# Ivan Zajc
Ivan Zajc (Rijeka, 3 de agosto de 1832-Zagreb, 16 de diciembre de 1914) fue un compositor, director de orquesta, musicólogo y profesor de música croata.

## Biografía
Estudió en el Conservatorio Giuseppe Verdi de Milán, donde fue alumno de Lauro Rossi. Trabajó un tiempo en Viena, hasta que en 1870 fue nombrado primer director del Teatro Nacional de Croacia en Zagreb. Compuso varias óperas, entre las que destaca Nikola Šubić Zrinjski (1876). Su obra denota la influencia de Giuseppe Verdi, aunque también incorporó elementos de la música popular croata.
En su honor se dio su nombre al Teatro Nacional de Croacia Ivan pl. Zajc, en Rijeka.

## Obras principales
- La tirolese, Milán, 1855
- Amelia ossia Il bandito, Rijeka, 1860
- Mannschaft an Bord, Viena, 1863
- Fitzliputzli, Viena, 1864
- Die lazzaroni vom Stanzel, Viena, 1865
- Die Hexe von Boissy, Viena, 1866
- Nachtschwärmer, Viena, 1866
- Das Rendezvous in der Schweiz, Viena, 1867
- Das Gaugericht, Viena, 1867
- Nach Mekka, Viena, 1868
- Somnambula, Viena, 1868
- Schützen von einst und jetzt, Viena, 1868
- Meister Puff, Viena, 1869
- Mislav, Zagreb, 1870
- Ban Leget, Zagreb, 1872
- Der gefangene Amor, Viena, 1874
- Nikola Šubić Zrinski, Zagreb, 1876
- Lizinka, Zagreb, 1878
- Der Wildling, Zagreb, 1905
- Prvi grijeh, Zagreb, 1912
- Oče naš, Zagreb, 1911